# Брод (Батецкий район)
Брод — деревня в Батецком районе Новгородской области России. Входит в состав Передольского сельского поселения.

## География
Деревня находится в северо-западной части Новгородской области, в пределах Приильменской равнины, в зоне хвойно-широколиственных лесов, среди псковских длинных курганов, к югу от автодороги 49К-01. Деревня стоит на реке Кшевка, которая впадает в реку Луга.

### Климат
Климат характеризуется как умеренно континентальный, влажный, с коротким нежарким летом и умеренно холодной зимой. Среднегодовая многолетняя температура воздуха составляет 3,7°С. Средняя многолетняя температура самого холодного месяца (января) составляет −8,7 — −7,9°С, средняя температура самого тёплого (июля) — 16,9 — 17,8 °С. Вегетационного период начинается в третьей декаде апреля и длится в среднем 170—175 дней Среднегодовое количество осадков — 550—600 мм, из которых большая часть выпадает в тёплый период. Снежный покров держится в течение 140 дней.

### Часовой пояс
Деревня Брод, как и вся Новгородская область, находится в часовой зоне МСК (московское время). Смещение применяемого времени относительно UTC составляет +3:00.

## Население
| 1862 | 2010 |
| ---- | ---- |
| 149  | ↘9   |

### Национальный состав
Согласно результатам переписи 2002 года, в национальной структуре населения русские составляли 100 % из 18 чел.

## Инфраструктура
Деревня включает в себя 34 дома. Личное подсобное хозяйство с зоной сельскохозяйственного использования, индивидуальная застройка усадебного типа. Раньше стояла православная часовня Тихвинской Иконы Божией Матери, её первое упоминание в 1859 году, но со временем её разобрали.

## Сельское хозяйство
Колхоз «Труженик» был образован в феврале 1931 года.
В состав «Труженика» вошли 36 хозяйств селения с проживающими в них 172 жителями, 97 из которых трудились в колхозе.
В колхозе работала МТФ (молочно-товарная ферма).

## Праздники
9 июля - день празднования Тихвинской иконы Божией Матери, в этот день совершается крестный ход вокруг деревни.

## История

### Этимология
Деревня Брод получила своё название из-за брода, который находится в деревне через реку Кшевка.

### Культурапсковских длинных курганов(V - VII век) иновгородских сопок(до VIII—X век)
Вокруг деревни на огромный радиус километров раскинуто много древнеславянских сопок и курганов, некоторых со времён Новгородской Руси или раньше. Один из самых больших и популярных Шум-гора, или как многие её называют Передольская сопка.

### Древняя Русь
В средневековье здесь существовал Передольский погост. Погост здесь основан, в легендарные время Княгини Ольги, когда она по пути в Новгород в 947 году ставила погосты и дани по рекам Мсте и Луге. Здешняя местность в средневековье называлась «волостью Лугой». Она изобилует древнерусскими археологическими памятниками — курганами, сопками, селищами VIII—XIV вв. Неподалёку расположена выше упомянутая «Шум-гора», или «Большая сопка» — самый большой курган средневековой Европы. По местным легендам именно здесь расположена могила Рюрика.
```
Краткие сведения о деревне Брод описаны в книге «Сто новгородских сёл» П. М. Золина (2 выпуск, 1991 год).

«Брод - 1498 год. О вероятности появления ряда окрестных деревень около 
X в.
 н. э. говорят не только их названия и соответствующие археологические памятники, но и сравнительно крупные размеры к 
XVI в.
»
[
10
]
```

### Русское государство

#### XV век
«7006 (1497/98) год — Писцовая книга Шелонской пятины письма Матвея Ивановича Валуева
|л. 22| ПОГОСТЪ ПЕРЕДОЛСКОЙ»

«Оброчные великого князя деревня Бродъ, что была Отни пустыни, треть сохи, а оброку 3 гривны, опроче обежного, а корму 4 денги съ четверетцою»
Упоминается на карте Шелонской Пятине по писцовым книгам 1498 года под названием Бродъ. Деревня вошла в состав Передольского погоста Шелонской Пятины в 1497/1498 году.

#### XVII век
" Описание Передольского погоста в 1629 году.
Документ хранится в РГАДА в Описях Поместного Приказа.

……. За Антоном Ивановым сыном Лихаревым сельцо Горка (по всей видимости будущая деревня Лихарева Горка) деревня Подгорье пустоши Брод Кшеро (по всей видимости будущая деревня Кшева) ……. "

### Российская империя

#### XVIII век
Деревня Брод перешла в состав Передольской волости Лужского уезда Санкт-Петербургской губернии в 1777 году.

#### XIX век
Из краеведческой работы Л. В. Антоновой Полковник Владимир Васильевич продал Борису Ефимовичу Прутченко „крепостное недвижимое имение, состоящее в селе Подгорье и деревне Брод из 121 мужского пола душ крестьян и дворовых людей с их жёнами и детьми, племянниками, внучатами и приёмышами, с господскими и крестьянскими строениями и землями, со скотом и посевами в земле“. (1820 год) 

Согласно специальной карты Западной части Российской Империи Шуберта 1832 года деревня называлась Броды и насчитывала 30 дворов.
БРОДЪ - деревня принадлежит ген.-маiор. БригедѢ Ададуровой, число жителей по ревизiи: 36 м.п., 40 ж.п.; чиновнику 5 класса Савицкому, число жителей по ревизии: 66 м.п., 70 ж.п. (1838 год)
БРОДЪ - деревня по просёлочной дорогъ, генерала Савицкаго, число дворов - 30, число душъ - 75 (1856 год)
БРОДЪ - деревня владельческая, при реке Луге, число дворов - 24, число жителей - 149 (м.п. - 79, ж.п - 70), часовня православная. (1862 год)
По клировым ведомостям 1883 года жители Подгорья, Брода и Горок (по всей видимости будущая деревня Лихарева Горка) занимаются шерстобойством, многие торгуют скотом, домашней птицей и овсом, скупая его в соседних уездах Новгородской и Псковской губернии.

#### XX век
По данным «Памятной книжки Санкт-Петербургской губернии» за 1905 год деревня Брод вместе с Кшевой и Лихаревой Горкой входили в состав Кшевского сельского общества.

### Советский период (РСФСР)
1 августа 1927 года деревня вошла в состав Подберёзского сельсовета Батецкого района Лужского округа Ленинградской области.
В ноябре 1928 года Брод передан в Подгорский сельсовет.

#### Великая Отечественная война(Лужский оборонительный рубеж,Новгородско-Лужская наступательная операция)
Во время Великой Отечественной войны Брод был захвачен фашистскими войсками в результате боёв 11 августа 1941 года. 
" Выписки из донесений дивизии, в которых упоминаются населенные пункты района и даты их освобождения.
15.02.1944 г.
Всё ещё шли бои за освобождение территории Батецкого района.

Этот день принёс свободу деревням: Лихарева Горка, Кшева, Брод, Подгорье, Подберезье и другим. "
После освобождения, деревня Брод Подгорского сельсовета Батецкого района 5 июля 1944 года включена в состав образованной Новгородской области.
Деревня Брод, в соответствии с Указом Президиума Верховного Совета РСФСР от 16 июня 1954 года № 744/46 «Об объединении некоторых сельских Советов района» и решения Батецкого райисполкома от 5 июля 1954 года № 282, передана в Передольский сельсовет.
В 1958 году решением Батецкого райисполкома от 29.08.1958 № 547 Передольский сельсовет разукрупнили, из него выделили Заупорский сельсовет с населённом пунктом Брод.
В 1965 году решением облисполкома от 20.09.1965 года № 512 Ожогинский сельсовет объединили с Заупорским сельсоветом, объединённый сельсовет стал называться Передольский, в котором состоял Брод.

### Россия
Областным законом от 11 ноября 2005 года деревня Брод принадлежит к муниципальному образованию Передольское сельское поселение.